# Гексеракт
| Гексеракт Hexeract           | Гексеракт Hexeract             |
| ---------------------------- | ------------------------------ |
|                              |                                |
| Тип                          | Правильний шестимірний політоп |
| Розмірність                  | Гіперкуб                       |
| Символ Шлефлі                | {4,34}                         |
| Діаграми Коксетера — Динкіна | ·                              |
| 5-гранних                    | 12 {4,3,3,3}                   |
| 4-гранних                    | 60 {4,3,3}                     |
| Комірок                      | 160 {4,3}                      |
| Граней                       | 240 {4}                        |
| Ребер                        | 192                            |
| Вершин                       | 64                             |
| Верхова фігура               | 5-симплекс                     |
| Полігран Петрі               | дванадцятикутник               |
| Група Коксетера              | B6, [34,4]                     |
| Двоїстий політоп             | 6-ортоплекс                    |
| Визначення                   | опуклий                        |

Гексеракт — аналог куба в шестивимірному просторі. 
Визначається як Опукла оболонка точок.

## Властивості
Його 6-гіпероб'єм можна обчислити за формулою: 
{\displaystyle V_{6}=a^{6}}
А 5-гіпероб'єм поверхні: 
{\displaystyle V_{5}^{surface}=12a^{5}}
де {\displaystyle a} - довжина ребра.

## Склад
У гексеракта: 
- 12 пентерактів
- 60 тесерактів
- 160 кубів чи осередків.
- 240 квадратів або граней
- 192 відрізка або ребра
- 64 точки або вершини